# Koenigia nepalensis
Koenigia nepalensis är en slideväxtart som beskrevs av David Don. Koenigia nepalensis ingår i släktet dvärgsyror, och familjen slideväxter. Inga underarter finns listade i Catalogue of Life.